# Heteronotia
Heteronotia – rodzaj jaszczurek z rodziny gekonowatych (Gekkonidae).

## Zasięg występowania
Rodzaj obejmuje gatunki występujące w endemicznie w Australii. 

## Systematyka
Rodzaj zdefiniował w 1845 roku angielski zoolog John Edward Gray w publikacji własnego autorstwa poświęconej spisowi okazów jaszczurek znajdujących się w zbiorach Muzeum Brytyjskiego. Gray wymienił dwa gatunki – Heteronota kendallii Gray, 1845 i Heteronota binoei J.E. Gray, 1845 – z których gatunkiem typowym jest Heteronota binoei J.E. Gray, 1845. Jednak nazwa, którą ukuł – Heteronota – okazała się młodszym homonimem rodzaju pluskwiaków opisanego w 1832 roku, dlatego w 1965 roku niemiecki herpetolog Heinz Wermuth nadał rodzajowi jaszczurek nową nazwę – Heteronotia.

### Etymologia
- Heteronota: gr. ἑτερος heteros ‘różny, inny’[5]; -νωτος -nōtos ‘-tyły, -grzbiety’, od νωτον nōton ‘tył, grzbiet’[6].
- Heteronotia: wariant nazwy Heteronota J.E. Gray, 1845[1].

### Podział systematyczny
Do rodzaju należą następujące gatunki:
- Heteronotia atra Pepper, Doughty, Fujita, Moritz & Keogh, 2013
- Heteronotia binoei (Gray, 1845)
- Heteronotia fasciolata Pepper, Doughty, Fujita, Moritz & Keogh, 2013
- Heteronotia planiceps Storr, 1989
- Heteronotia spelea (Kluge, 1963)